# Automolus exsertus
El ticotico de Chiriquí, hojarasquero de Chiriquí (en Costa Rica) o rascahojas de Chiriquí (en Panamá) (Automolus exsertus), es una especie de ave paseriforme de la familia Furnariidae perteneciente al género Automolus. Es endémico de una pequeña región de la pendiente del Pacífico del suroeste de América Central.

## Distribución y hábitat
Se distribuye por la pendiente del Pacífico desde el suroeste de Costa Rica hasta el oeste de Panamá (Chiriquí).
Esta especie habita en el denso sotobosque de selvas húmedas tropicales principalmente abajo de los 1000 m de altitud.

## Sistemática

### Descripción original
La especie A. exsertus fue descrita por primera vez por el ornitólogo estadounidense Outram Bangs en 1901 bajo el mismo nombre científico; su localidad tipo es: «Divala, Chiriquí, Panamá».

### Etimología
El nombre genérico masculino «Automolus» deriva del griego «automolos»: desertor; y el nombre de la especie «exsertus», proviene del latín: evidente, conspícuo.

### Taxonomía
Hasta recientemente era considerada conespecífica con Automolus ochrolaemus, pero los experimentos de vocalización demostraron tratarse de una especie separada. La separación como especie plena fue aprobada en la Propuesta 2018-A-2 al Comité de Clasificación de Norte y Centro América (N&MACC).
Es monotípica.